# Marininfanteri
Marininfanteriet utgjorde på de seglande flottornas tid örlogsfartygens infanteribesättningar med huvuduppgifter inom äntringsstrid och vid landstigningsföretag.

## Sjösoldater
Till skillnad från sjömännen var marinsoldaterna infanteristiskt utbildade, utrustade och uniformerade. De deltog aldrig i arbetet i riggen, förutom att de under äntringsstrid bemannade märsarna som prickskyttar. De deltog däremot i annat arbete på däck. I Sverige fanns under Stora nordiska kriget liknande trupper, under namn av äntergastar vilka tillhörde Äntergastregementen. Royal Marines, den brittiska marinkåren, gick under perioden 1855–1923 under namnet Royal Marine Light Infantry, därför att det sedan 1804 även hade funnits ett Royal Marine Artillery. Det gamla namnet återkom när de båda kårerna slogs samman.

## Ursprung
Under medeltiden fanns inga särskilda örlogsfartyg, utan när krig utbröt rekvirerade staten civila handelsfartyg med sina befälhavare och besättningar och fyllde dem med krigsfolk under en militär chef. Sjömännen handhavde fartyget och dess navigation, medan soldaterna hade huvudansvar för sjöstriden. När särskilda statsflottor skapades under tidigmodern tid, samtidigt som fartygsartilleriet blev allt viktigare, kom sjömännen att få ett allt större ansvar för striden och blev till exempel kanonserviser. Men det fanns fortfarande ett visst behov av disciplinerat soldatmanskap. Det var de som utgjorde marininfanteriet.

## Marinkår
Marinfanteriet tillhörde ofta en marinkår vilken lydde under amiralitetet och inte under armén. I många länder har de moderna amfibieförbanden utvecklats ur marininfanteriet. I Ryssland och andra länder med rysk tradition används termen ännu idag. Detsamma gäller i Spanien och spansktalande länder i Latinamerika, Infantería de Marina.

## Frankrike
I Frankrike lydde kolonierna under marinministeriet, så det franska marininfanteriet var även kolonialtrupper. Idag tillhör därför det franska marininfanteriet och andra marintrupper armén, där de utgörs av förband med koloniala traditioner. Den franska flottans basskyddsförband kallas Fusiliers Marins, marinfysiljärer.